# Städte-Klasse
| Städte-Klasse                                        | Städte-Klasse                                        | Städte-Klasse                                        |
| Ein Dampfer der NDL-Städteklasse – wie die Karlsruhe | Ein Dampfer der NDL-Städteklasse – wie die Karlsruhe | Ein Dampfer der NDL-Städteklasse – wie die Karlsruhe |
| ---------------------------------------------------- | ---------------------------------------------------- | ---------------------------------------------------- |
| Stapellauf:                                          | 31. August 1889                                      | 31. August 1889                                      |
| Indienststellung:                                    | ?Oktober 1889                                        | ?Oktober 1889                                        |
| Bauwerft:                                            | Fairfield, Glasgow                                   | Fairfield, Glasgow                                   |
| Passagiere:                                          | 44 I.Klasse 36 II.Klasse 1955 Zwischendeck           | 44 I.Klasse 36 II.Klasse 1955 Zwischendeck           |
| Besatzung:                                           | 105 Mann                                             | 105 Mann                                             |
| Schwesterschiffe:                                    | Stuttgart, Darmstadt, Gera, Oldenburg, Weimar        | Stuttgart, Darmstadt, Gera, Oldenburg, Weimar        |
| ähnlich:                                             | Dresden, München                                     | Dresden, München                                     |
| Technische Daten                                     |                                                      |                                                      |
| Vermessung:                                          | 5.347 BRT                                            | 5.347 BRT                                            |
| Tragfähigkeit:                                       | 3966 tdw                                             | 3966 tdw                                             |
| Länge (über alles):                                  | 131,62 m                                             | 131,62 m                                             |
| Breite:                                              | 14,50 m                                              | 14,50 m                                              |
| Tiefgang:                                            | 9,40 m                                               | 9,40 m                                               |
| Maschinenanlage:                                     | Dreifach-Expansions-Dampfmaschine                    | Dreifach-Expansions-Dampfmaschine                    |
| Anzahl der Schrauben:                                | 1                                                    | 1                                                    |
| Leistung:                                            | 3.200 PSi                                            | 3.200 PSi                                            |
| Höchstgeschwindigkeit:                               | 13 kn                                                | 13 kn                                                |
| Verbleib                                             |                                                      |                                                      |
| 1908 abgebrochen                                     |                                                      |                                                      |

Als Städte-Klasse  werden acht Dampfschiffe des Norddeutschen Lloyd (NDL) bezeichnet, die in den Jahren 1889 bis 1891 in der Werft Fairfield in Glasgow gebaut wurden. Diese acht Schiffe waren der letzte umfangreiche Auftrag des NDL im Ausland. Sie wurden auf allen Linien des NDL eingesetzt. Die kombinierten Passagier- und Frachtschiffe kamen auf dem Nordatlantik, nach Südamerika und nach Australien, sowie nach Ostasien zum Einsatz. Die München wurde von Australien nach Ostasien eingesetzt; ab 1903 die Weimar und die Gera auch im Linienverkehr von Mittelmeerhäfen in die USA.
Schon im Mai 1889 setzte der NDL mit der Dresden im Einvernehmen mit der Regierung ein Schiff dieser Klasse auf der Reichspostdampferlinie ein. Die Dampfer genügten ursprünglich wegen des Baues im Ausland nicht den Bestimmungen des Reichspostdampfervertrages. Mit ihrer kleinen Passagiereinrichtung und ihrer Tragfähigkeit erwiesen sie sich allerdings als sehr geeignet für den Dienst und trugen (zum Teil bis 1906) erheblich zur Wirtschaftlichkeit der Reichspostlinien insbesondere in den verkehrsärmeren Zeiten bei. Auf diesen Linien wurden sie ab 1903 schrittweise durch die Schiffe der Feldherren-Klasse ersetzt.

## Die Schiffe

### Dresden
Als erstes Schiff der Klasse wurde die Dresden am 5. Januar 1889 ausgeliefert. Sie machte ihre Jungfernreise nach Südamerika und traf am 14. Februar 1889 zum ersten Mal in Montevideo ein. Am 10. April 1889 fuhr sie über den Nordatlantik in die USA nach Baltimore.
Am 29. Mai 1889 wurde sie als erstes Schiff der Serie mit Genehmigung der Reichsregierung nach Ostasien auf der Reichspostdampferlinie eingesetzt, da sie als im Ausland gebauter Neubau auf diesen Linien nur mit einer Genehmigung eingesetzt werden konnte. Am 11. Juli lief sie in Hongkong ein. Im ersten Betriebsjahr führte sie noch zwei weitere Reisen nach Südamerika durch. Nach zwei weiteren Reisen mit Zielhafen Baltimore lief die Dresden am 9. Juli 1890 erstmals auf der Reichspostdampferlinie nach Australien aus, wo am 27. August in Adelaide einlief. Danach erfolgten weitere Reisen nach Südamerika mit den Häfen Rio de Janeiro und Montevideo. Am 15. Mai 1892 lief sie erstmals nach New York aus. Am 30. Mai erreichte das Schiff New York.
Am 10. März 1900 lief die Dresden aus Wilhelmshaven mit dem Ablösungstransport für die Garnison in Tsingtau aus und kehrte nach einer Woche Aufenthalt dort am 8. Mai wieder zum Marinestützpunkt an der Nordsee zurück. Schon am 27. Juli 1900 wurde sie wegen des Boxeraufstandes als Truppentransporter erneut nach China geschickt.
Am 15. November 1902 lief sie zum fünften und letzten Mal nach Südamerika aus und am 12. Mai 1903 zum neunzehnten und letzten Mal über den Nordatlantik.
  Noch 1903 wurde das Schiff nach England verkauft und in Helius umbenannt. 1906 ging sie als Bezm-i Alem an die türkische Marine und wurde am 6. November 1914 durch ein russisches Linienschiff vor Ereğli im Schwarzen Meer versenkt.

### München
Das zweite Schiff der Serie, die München, wurde am 25. Februar 1889 abgeliefert und trat am 11. März seine Jungfernreise zum Río de la Plata an, wo sie am 8. April in Montevideo einlief. Am 5. Juni folgte die erste Reise in die USA und am 25. September 1890 fuhr sie dann das erste Mal nach New York. Am 10. November 1892 erfolgte die sechste und letzte Reise nach Südamerika und am 24. März 1900 neunzehnte und letzte Reise über den Nordatlantik.
Am 23. Mai 1900 begann ihr Einsatz auf der Reichspostdampferlinie nach Australien, nachdem schon alle sieben anderen Dampfer auf beiden Reichspostdampferlinien zum Einsatz gekommen waren. Sie trat allerdings nicht die Rückreise an, sondern erprobte eine neue Linie entlang der australischen Ostküste, nach Herbertshöhe, Friedrich-Wilhelm-Hafen, Ponape und Saipan und dann nach Shanghai. Die Rückreise vom 12. September bis zum 12. Oktober 1900 in Sydney war wirtschaftlich ein Misserfolg, da wegen des Umweges über Saipan, die Reise zu lange dauerte und nicht ausgelastet war. Es gab auf dieser Strecke drei konkurrierende britische und eine japanische Linie. Ihre dritten Reise sollte sie ab dem 25. Januar 1901 über Yap direkt nach Hongkong führen.
Am 3. Februar 1901 lief sie dann in der Einfahrt von Yap auf Grund. Um wieder freizukommen, wurde die Ladung weitestgehend von Bord gegeben, so zum Beispiel die Tabakernte der ersten Tabakplantage auf Neuguinea. Schließlich trafen zwei Hilfsdampfer aus Hongkong, die Natuna und Wonghoi. ein. Auch der Regierungsdampfer Stephan half bei den Bergungsarbeiten. Die Kaiserliche Marine entsandte trotz der Unruhen in China den Kreuzer Seeadler zur Unterstützung. Das Kriegsschiff traf von Amoy kommend allerdings erst am 3. Mai ein. Inzwischen war die München wieder schwimmfähig.
 Der Verkauf des Schiffes erfolgte anscheinend schon im aufgelaufenen Zustand. Das Schiff wurde in Shanghai repariert und an eine russische Reederei weiterverkauft und in Gregory Mörch umbenannt. Unter diesem Namen machte sie am 27. Oktober 1906 und am 18. Januar 1907 zwei Rundreisen von Odessa über Piraeus nach New York. 1910 wurde sie abgewrackt.

### Karlsruhe
Die im Oktober 1889 abgelieferte Karlsruhe war, wie alle folgenden Schiffe, etwas größer als die ersten beiden Dampfer.
Sie machte am 10. November 1889 ihre Jungfernreise zum Río de la Plata. Am 13. Februar 1890 folgte die erste Reise nach New York und Baltimore. Am 28. September wurde die Karlsruhe als zweites Schiff des modifizierten Typs erstmals auf der Reichspostdampferlinie nach Australien eingesetzt und am 31. Januar 1894 erfolgte der erste Einsatz von insgesamt sieben nach Ostasien.
Am 8. Dezember 1902 lief die Karlsruhe zur letzten und 37. Rundreise in die USA aus. Am 16. Mai 1906 startete sie zu ihrer neunzehnten und letzten Reise nach Australien. Sie war das auf dieser Strecke am häufigsten eingesetzte Schiff der Klasse und wurde wie ihre Schwesterschiffe vor allem in der verkehrsärmeren Zeit eingesetzt. Im Herbst und Winter kamen die großen Passagierschiffe der Barbarossa-Klasse zum Einsatz. Am 22. September 1906 begann sie ihre dritte und letzte Rundreise nach Südamerika.
Am 25. Mai 1908 wurde sie dann zum Abbruch verkauft.

### Stuttgart
Das Schwesterschiff Stuttgart wurde noch am 30. Dezember 1889 abgeliefert und machte am 10. Januar 1890 seine Jungfernreise nach Südamerika. Am 28. August folgte dann die erste USA-Reise nach Baltimore und erst auf der Reise vom 11. Januar 1891 lief sie erstmals New York an. Am 1. April 1891 startete sie als zweites Schiff der Städte-Klasse erstmals auf der Reichspostdampferlinie nach Shanghai. Am 1. Juli 1896 erfolgte dann das erste Auslaufen nach Australien.
Schon am 3. Dezember 1899 lief die Stuttgart letztmals in die USA zu ihrer 35. Rundreise aus. Am 7. April 1903 begann sie zum achten und letzten Mal eine Rundreise nach Ostasien und am 13. Juli 1904 zum neunten und letzten Mal nach Australien. Zwischen dem 12. Januar und dem 14. Dezember 1907 wurde sie dann nochmals nach Südamerika eingesetzt.
Im Mai 1908 wurde die Stuttgart dann mit dem Schwesterschiff Karlsruhe zum Abbruch verkauft.

### Darmstadt

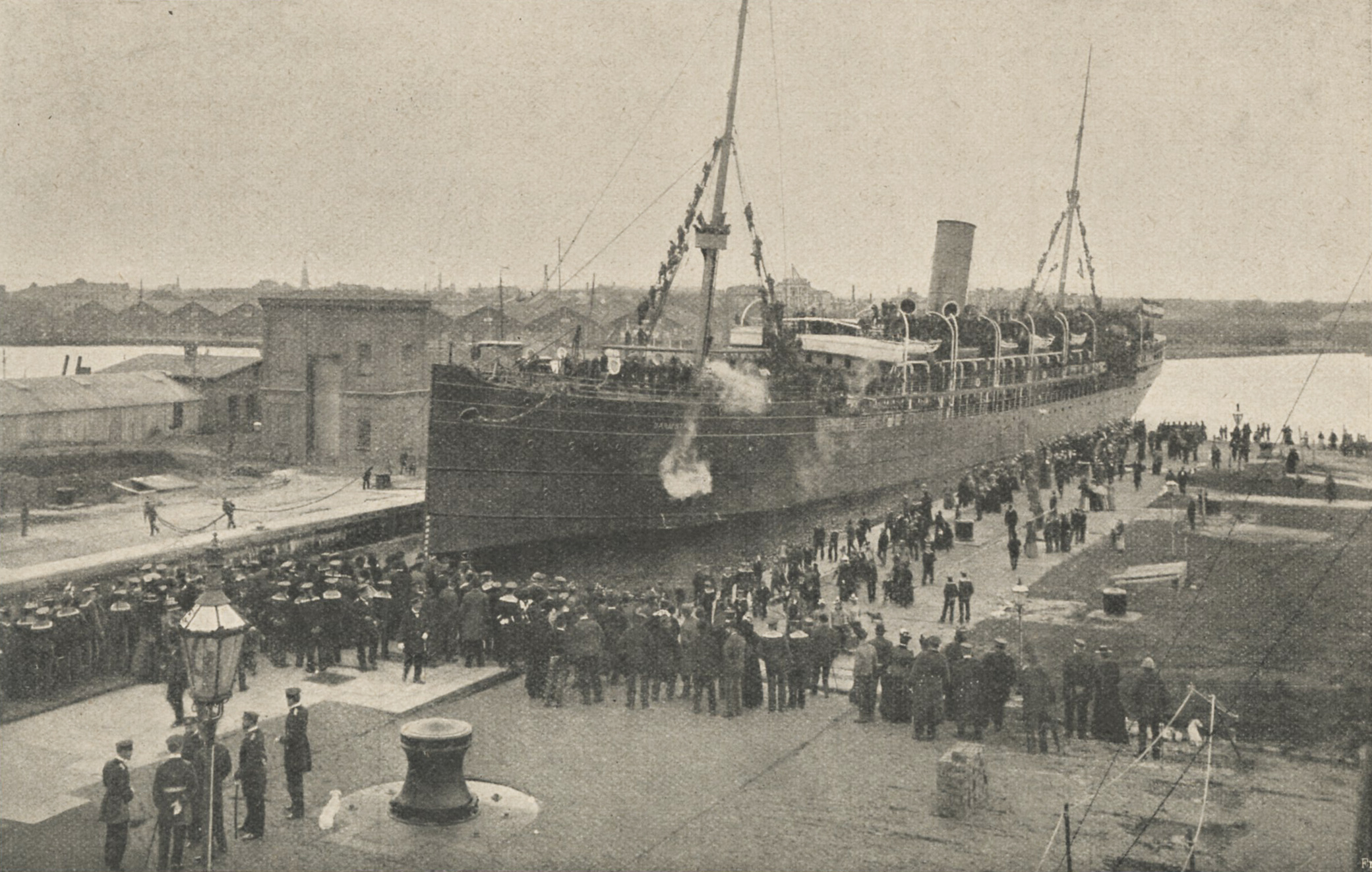
Abfahrt der „Darmstadt“ 1904 in Wilhelmshaven

Die Darmstadt wurde am 26. November 1890 abgeliefert und lief auf ihrer Jungfernreise zum Río de la Plata. Am 22. Juli 1891 lief sie erstmals nach Shanghai aus. Am 8. März begann sie erstmals eine Fahrt in die USA, an die sich gleich drei weitere anschlossen; und am 10. April 1895 folgte die erste Reise nach Australien. 1897/98 war sie für die Kaiserliche Marine im Einsatz. Erst transportierte sie 1200 Mann des III. Seebataillons nach Tsingtau, wo sie am 26. Januar 1898 eintraf, um die Landungsabteilungen der Marine in dem im Herbst besetzten neuen deutschen Stützpunkt abzulösen. Nach ihrer Rückkehr lief sie schon am 4. Mai mit den Austauschbesatzungen für die Schiffe des Ostasiatischen Kreuzergeschwaders wieder aus, der diesmal in Manila stattfand. Am 4. August kehrte das Schiff nach Wilhelmshaven zurück. Im folgenden Jahr folgte vom 4. März bis zum 25. Mai 1899 der erste planmäßige Ablösungstransport der Garnison im Schutzgebiet Kiautschou. Während des Boxeraufstandes wurde die Darmstadt am 31. August 1900 als Truppentransporter erneut nach China geschickt und am 26. November 1902 begann ein Ablösungstransport zu den noch in China eingesetzten Truppen nach Tsingtau und zurück nach Hamburg bis zum 20. März 1903.
Am 27. April 1905 fuhr die Darmstadt zum sechsten und letzten Mal auf der Postlinie nach Ostasien und am 21. März 1906 zum 16. und letzten Mal nach Australien. Am 28. Februar 1910 trat sie die 27. und letzte Nordamerikafahrt an und seit 1905 bis zum 12. November 1911(?) folgten noch einige Fahrten nach Südamerika.
 Am 7. März 1911 wurde sie zusammen mit dem Schwesterschiff Oldenburg und dem Dampfer Roland (3724 BRT, 1893) an die türkische Regierung verkauft und dort als Karadeniz in Fahrt gekommen. 1914 in Bombay beschlagnahmt, kam sie 1919 in die Türkei zurück und wurde 1923 abgewrackt.

### Gera

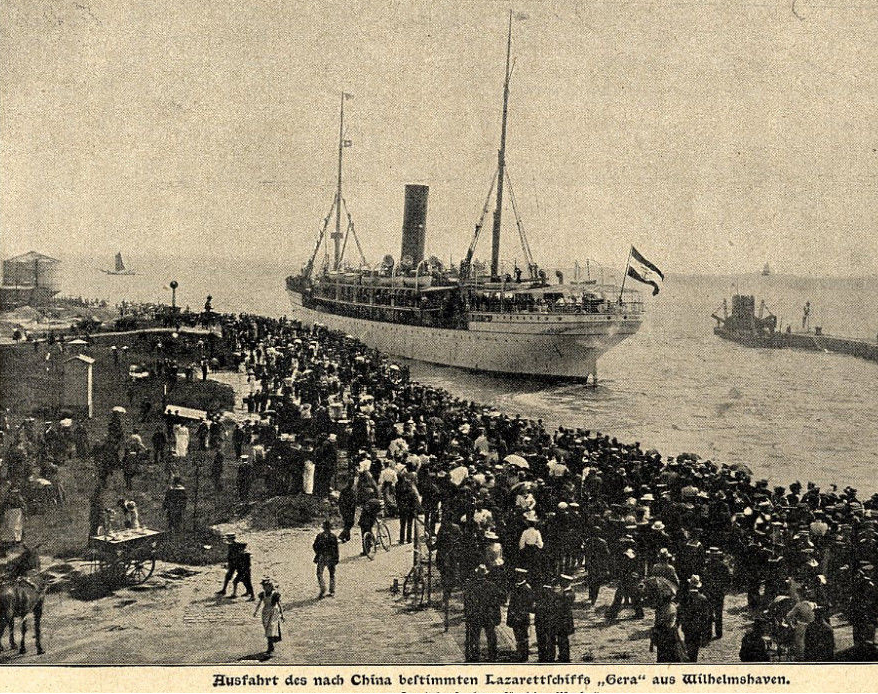
Ausfahrt der Gera nach China (Juli 1900)

Die Gera wurde von der Bauwerft am 13. Dezember 1890 abgeliefert. Am Neujahrstag 1891 trat sie ihre Jungfernreise zum Río de la Plata an. Am 2. April 1891 lief sie erstmals nach Baltimore aus. Am 19. Juli 1893 fuhr sie erstmals auf der Reichspostdampferlinie nach Ostasien und am 22. November erstmals nach Australien.
Vom 26. Juli 1900 bis 24. Mai 1901 diente sie dem Ostasiatischen Expeditionskorps als Lazarettschiff. Dazu war sie vom 10. Oktober 1900 bis zum 22. Juni 1901 dem Ostasiengeschwader zugeteilt. Auf ihrer Ausreise (am 6. Oktober Shanghai erreicht) wurde sie von den Torpedobooten S 90, S 91 und S 92 begleitet. Im Juni 1901 lief sie mit dem deutschen Oberbefehlshaber des internationalen Expeditionskorps, Alfred von Waldersee, an Bord nach Deutschland zurück und überholte in Colombo die rückmarschierende Linienschiffsdivision.
 Ab dem 25. März 1903 wurde die Gera als zweites Schiff der Städte-Klasse dreimal zwischen Genua und New York eingesetzt. Letztmals startete die Gera am 10. Dezember 1905 nach Ostasien und am 8. August 1906 nach Australien zu ihrer 18. Rundreise. Am 12. April 1907 erfolgte die 22. und letzte Nordatlantik-Rundreise und am 7. September dann die letzte Rundreise nach Südamerika.
 Im Januar 1909 wurde die Gera nach Italien verkauft, dort in Valpareiso umbenannt und am 11. Oktober 1917 vor Libyen durch U 48 versenkt.

### Oldenburg

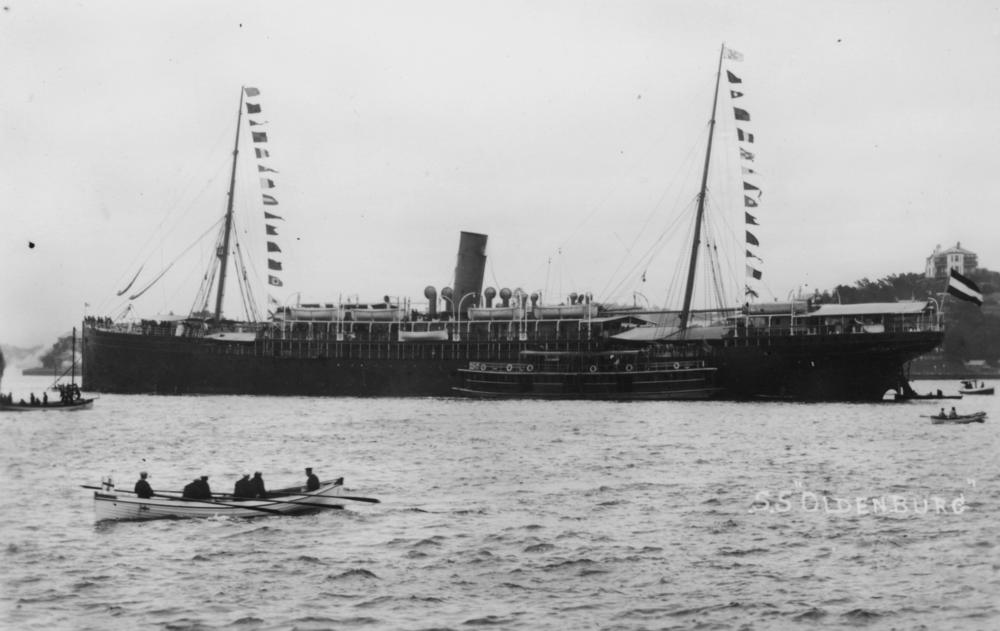
Die Oldenburg

Am 27. Januar 1891 wurde die Oldenburg abgeliefert und trat am 11. Februar ihre Jungfernreise von Bremerhaven nach Südamerika an, wo sie am 13. März in Montevideo eintraf. Am 11. Juni lief sie erstmals von Bremerhaven in die USA aus (Ankunft in Baltimore am 24. Juni), im gleichen Jahr nach Adelaide in Australien und am 18. Februar 1892 erstmals nach New York. Der erste Einsatz im Reichspostdampferdienst erfolgte am 22. Juni 1892 nach Shanghai und dann am 26. Oktober auch nach Sydney.
Am 3. März 1904 erfolgte der achte und letzte Einsatz nach Ostasien und am 18. April 1906 der achtzehnte und letzte nach Australien. Am 10. April 1910 lief die Oldenburg zu ihrer 24. Rundreise als letzter Städte-Dampfer in die USA aus. Seit 1905 (unter Kapitän R. Heintze) machte sie auch wieder Südamerikafahrten und am 12. November(?) ihre letzte Rundreise im Dienst des NDL nach Südamerika.
1909 wurde die Oldenburg als letztes Schiff der Städte-Klasse auch noch zu einem Ablösungstransport zum Kreuzergeschwader eingesetzt. Sie startete am 24. April in Bremen und kehrte nach dem üblichen Aufenthalt von einer Woche in Tsingtau am 28. Juli in die Heimat zurück
 Im Jahr 1911 wurde das Schiff zusammen mit dem Schwesterschiff Darmstadt und dem Dampfer Roland (3724 BRT, 1893) an die türkische Regierung verkauft und in Akdeniz umbenannt. Im Jahr 1914 wurde es in Bombay beschlagnahmt, 1919 zurückgegeben und zur Repatriierung deutscher Truppen aus Südrussland sowie deutscher Kriegsgefangener aus Ägypten eingesetzt. 1930 wurde das Schiff abgewrackt.

### Weimar
Die Weimar, der letzte Dampfer der Städte-Klasse wurde am 10. März 1891 abgeliefert. Ihre Jungfernreise führte sie am 21. Mai nach Baltimore. Am 17. Dezember lief sie erstmals mit dem Zielhafen New York aus. Ihre erste Reise im Einsatz auf der Reichspostdampferlinie begann am 2. Juni 1897 nach Sydney. Sie führte nur zwei nachweisbare Ostasienfahrten durch. Die erste Japanfahrt begann am 7. Februar 1900 von Hamburg nach Yokohama. Darüber führte die Weimar vom 12. Mai bis zum 7. August 1899 den Ablösungstransport für das Kreuzergeschwader durch.
Am 25. Februar 1903 lief die Weimar als erster Städtedampfer auf der Strecke Mittelmeer–New York. Am 11. Mai 1905 begann sie ihre achte und letzte Rundreise zwischen Genua und New York. Am 13. Juni 1906 lief sie zur neunten und letzten Abfahrt nach Australien aus. Zu ihrer 57. und letzten Nordatlantikfahrt verließ das Schiff am 11. Mai 1907 den Heimathafen. 1908 folgten noch Fahrten nach Südamerika.
   1908 wurde die Weimar nach Italien verkauft und in Santiago umbenannt. 1909 wurde sie weiterveräußert nach Chile und in Armonia umbenannt. 1915 wurde das Schiff nach Kanada verkauft. Am 15. März 1918 wurde die ehemalige Weimar im Mittelmeer durch UC 67 versenkt.

## Einsatz im Reichspostdampferdienst
| Dresden   | 1? Rundreise  | ab 29. Mai 1889     | zuletzt s. v.?            |
| Stuttgart | 8 Rundreisen  | ab 1. April 1891    | zuletzt 7. April 1903     |
| Oldenburg | 8 Rundreisen  | ab 22. Juni 1892    | zuletzt 3. März 1904      |
| Darmstadt | 6 Rundreisen  | ab 11. Oktober 1892 | zuletzt 27. April 1905    |
| Gera      | 5? Rundreisen | ab 19. Juli 1893    | zuletzt 10. Dezember 1903 |
| Karlsruhe | 7 Rundreisen  | ab 31. Januar 1894  | zuletzt ??                |
| Weimar    | 2? Rundreisen | ab 7. Februar 1900  | zuletzt ??                |

| Dresden   | 1? Rundreise  | ab 9. Juli 1890       | zuletzt s. v.?         |
| Karlsruhe | 19 Rundreisen | ab 28. September 1892 | zuletzt 16. Mai 1906   |
| Oldenburg | 18 Rundreisen | ab 26. Oktober 1892   | zuletzt 18. April 1906 |
| Gera      | 18 Rundreisen | ab 22. November 1893  | zuletzt 8. August 1906 |
| Darmstadt | 16 Rundreisen | ab 10. April 1895     | zuletzt 21. März 1906  |
| Stuttgart | 9 Rundreisen  | ab 1. Juli 1896       | zuletzt 13. Juli 1904  |
| Weimar    | 9 Rundreisen  | ab 2. Juni 1897       | zuletzt 13. Juni 1906  |
| München   | 1 Hinreise    | ab 23. Mai 1900       | zuletzt siehe vor      |